# Липовец Лоњски
Липовец Лоњски је насељено место у општини Клоштар Иванић, Хрватска. До нове територијалне организације у Хрватској, налазио се у саставу бивше велике општине Иванић-Град.

## Становништво
На попису становништва 2011. године, Липовец Лоњски је имао 375 становника.

## Попис1991.
На попису становништва 1991. године, насељено место Липовец Лоњски је имало 297 становника, следећег националног састава:
| Попис 1991.‍  | Попис 1991.‍  | Попис 1991.‍ | Попис 1991.‍ | Попис 1991.‍ |
| ------------ | ------------ | ----------- | ----------- | ----------- |
|              |              |             |             |             |
| Хрвати       | Хрвати       |             | 271         | 91,24%      |
| Албанци      | Албанци      |             | 16          | 5,38%       |
| Срби         | Срби         |             | 1           | 0,33%       |
| неопредељени | неопредељени |             | 7           | 2,35%       |
| непознато    | непознато    |             | 2           | 0,67%       |
| укупно: 297  |              |             |             |             |